# Szamoai repülőkutya
A szamoai repülőkutya (Pteropus samoensis) az emlősök (Mammalia) osztályának a denevérek (Chiroptera) rendjéhez, ezen belül a nagydenevérek (Megachiroptera) alrendjéhez és a repülőkutyafélék (Pteropodidae) családjához tartozó faj.

## Előfordulása
Amerikai Szamoa, a Fidzsi-szigetek és Szamoa területén honos. Természetes élőhelye a szubtrópusi és trópusi száraz erdők.

## Megjelenése
Testtömege 400-500 g. Alkarhossza 860 mm. Szőrzete a sárgástól a szürkésfehérig terjed.

## Életmódja
A szamoai repülőkutya nappal aktív. Tápláléka levelek, gyümölcsök és nektár.

## Szaporodása
A nőstény csupán egy kölyköt hoz világra. Amikor a kölyök fele akkora, mint a kifejlett állatok, akkor tanul meg repülni.

## Rokonai
A szamoai repülőkutya a Pteropus samoensis fajcsoport tagja. Legközelebbi rokon faja a vanuatui repülőkutya (Pteropus anetianus), mellyel együtt alkotják a fajcsoportot a Pteropus nemen belül.

## Külső hivatkozások
- Képek interneten a fajról